# Phaeosphaeria epicalamia
Phaeosphaeria epicalamia är en svampart som först beskrevs av Riess, och fick sitt nu gällande namn av L. Holm 1957. Phaeosphaeria epicalamia ingår i släktet Phaeosphaeria och familjen Phaeosphaeriaceae.  Arten är reproducerande i Sverige. Inga underarter finns listade i Catalogue of Life.